# Trosartiklar (Jesu Kristi Kyrka av Sista Dagars Heliga)
Trosartiklarna i Jesu Kristi Kyrka av Sista Dagars Heliga skrevs av Joseph Smith som ett svar på en journalists fråga om att få en översikt till kyrkans tro. Artiklarna har sedan dess lagts till i Den kostbara pärlan, som är en del av kyrkans heliga skrifter. 
| 1. Vi tror på Gud den evige Fadern, på hans Son Jesus Kristus och på den Helige Anden. 2. Vi tror att människorna kommer att straffas för sina egna synder och inte för Adams överträdelse. 3. Vi tror att hela människosläktet kan frälsas genom Kristi försoning och genom lydnad till evangeliets lagar och förordningar. 4. Vi tror att evangeliets första grundsatser och förordningar är: (1) Tro på Herren Jesus Kristus, (2) omvändelse, (3) nedsänkningsdop till syndernas förlåtelse, (4) handpåläggning för den Helige Andens gåva. 5. Vi tror att en man för att predika evangeliet och betjäna i dess förordningar måste kallas av Gud genom profetia och handpåläggning av dem som har myndighet. 6. Vi tror på samma organisation som i den ursprungliga kyrkan, nämligen apostlar, profeter, herdar, lärare, evangelister och så vidare. 7. Vi tror på tungomålsgåvan, profetia, uppenbarelse, syner, helbrägdagörelse, uttydning av tungomål och så vidare. 8. Vi tror att Bibeln är Guds ord i den mån den är rätt översatt. Vi tror också att Mormons Bok är Guds ord. | 9. Vi tror allt vad Gud har uppenbarat, allt vad han nu uppenbarar och vi tror att han ännu kommer att uppenbara många stora och viktiga ting angående sitt rike. 10. Vi tror på Israels bokstavliga insamling och de tio stammarnas återkomst, att Sion (Nya Jerusalem) kommer att grundläggas på det amerikanska fastlandet, att Kristus personligen kommer att regera på jorden samt att jorden kommer att förnyas och erhålla sin paradisiska härlighet. 11. Vi gör anspråk på förmånen att dyrka Gud den Allsmäktige i enlighet med vårt samvetes bjudande och erkänner alla människors rätt till samma förmån, att tillbedja hur, var eller vad de vill. 12. Vi tror på att erkänna konungar, presidenter, styresmän och domstolar samt att lyda, ära och understödja lagarna. 13. Vi tror på att vara ärliga, sanna, kyska, barmhärtiga och dygdiga och att göra gott mot alla, ja, vi kan verkligen säga att vi följer Paulus uppmaning: Vi tror allting, vi hoppas allting, vi har uthärdat mycket och hoppas kunna uthärda allting. Vi söker efter allt som är dygdigt, älskligt, prisvärt och gott. |

## Fotnoter
1. ↑  LDS FAQ BYU, What are the Articles of Faith and where did they come from? ”Arkiverade kopian”. Arkiverad från originalet den 13 januari 2007. https://web.archive.org/web/20070113055526/http://ldsfaq.byu.edu/view.asp?q=103. Läst 10 februari 2008.